# Selaginella biformis
Selaginella biformis là một loài dương xỉ trong họ Selaginellaceae. Loài này được A. Braun ex Kuhn mô tả khoa học đầu tiên năm 1889.